# 龍首鼠尾鱈
龍首鼠尾鱈（学名：Macrourus carinatus）為輻鰭魚綱鱈形目鼠尾鱈科的其中一種，分布於福克蘭群島、南非外海及紐西蘭海域，屬深海底棲性魚類，深度200-1200公尺，本魚吻短而尖，體灰色，體長可達100公分，棲息在底層水域，生活習性不明，可做為食用魚。
其种加词“carinatus”意为“具龙骨状脊的”。